# Álbum MTV: Cássia Eller
Álbum MTV: Cássia Eller é o terceiro DVD da cantora brasileira Cássia Eller, lançado em 2003. O DVD traz a performance da cantora no programa Luau MTV, da MTV Brasil, gravada no dia 19 de dezembro de 2001 (exatamente 10 dias antes de seu falecimento) na Costa do Sauipe, na Bahia, além de oito videoclipes.

## Faixas

### Luau MTV
1. Vá Morar Com o Diabo
2. Luz dos Olhos
3. Gatas Extraordinárias
4. Nós
5. Relicário
6. O Segundo Sol
7. Malandragem
8. Quando a Maré Encher

### Videoclipes
1. Teu Bem
2. Hear My Train a Coming (Get My Heart Back Together Again)
3. Que o Deus Venha
4. Malandragem
5. O Segundo Sol
6. Nós
7. No Recreio
8. Vá Morar Com o Diabo